# Список керівників держав 122 року
В даній статті представлені керівники державних утворень. Також фрагментарно зазначені керівники нижчих рівнів. З огляду на неможливість точнішого датування певні роки владарювання наведені приблизно.
Список керівників держав 122 року — це перелік правителів країн світу 122 року.
Список керівників держав 121 року — 122 рік — Список керівників держав 123 року — Список керівників держав за роками

## Європа
- Боспорська держава — цар Савромат I (90-123)
- Ірландія — верховний король Катайр Мор (119-122)
- Римська імперія
  - імператор Адріан (117-138)
    - консул Маній Ацилій Авіола (122)
    - консул Луцій Кореллій Нерацій Панса (122)
      - Британія — Квінт Помпей Фалькон (118-122)
      - Дакія — Гней Фавстін Секст Юлій Север (119-127)
      - Нижня Мезія — Гай Уммідій Квадрат Серторій Север (118/119-124)

## Азія
- Близький Схід
  - Бану Джурам (Мекка) — шейх Мухад I аль-Акбар (106-136)
  - Велика Вірменія — цар Вагарш I (116-117-140-144)
  - Хим'яр — цар Ілшарах Яхдаб I (110-125)
- Іберійське царство — цар Фарсман II Звитяжний (116-132).
- Індія
  - Кушанська імперія — великий імператор Канішка I (105-126)
  - Царство Сатаваханів — магараджа Гаутаміпутра Сатакарні (112-136)
- Китай
  - Династія Хань — імператор Лю Ху (Ань-ді) (106-125)
    - вождь племінного союзу південних сяньбі Цічжіцзянь (120—133)
- Корея
  - Когурьо — тхеван (король) Тхеджохо (53-146)
  - Пекче — король Кіру (77-128)
  - Сілла — ісагим (король) Чима (112-134)
- Персія
  - Парфія — шах Хосрой (105-129) боровся за владу зі своїм братом шахом Вологезом II (105-147)
- Сипау (Онг Паун) — Сау Кам Унг (110-127)
- плем'я Хунну — шаньюй (вождь) Тань (98-124)
- Японія — тенно (імператор) Кейко (71-130)
  - Азія — Гай Мінуцій Фундан (122-123)
  - Галатія — Авл Ларцій Македон (119-122)
  - Лікія і Памфілія — Гай Валерій Север (120/121-122/123)

## Африка
- Царство Куш — цар Аритеніесбехе (108-132)
  - Єгипет — Тит Гатерій Непос (120-124)